# دینگی

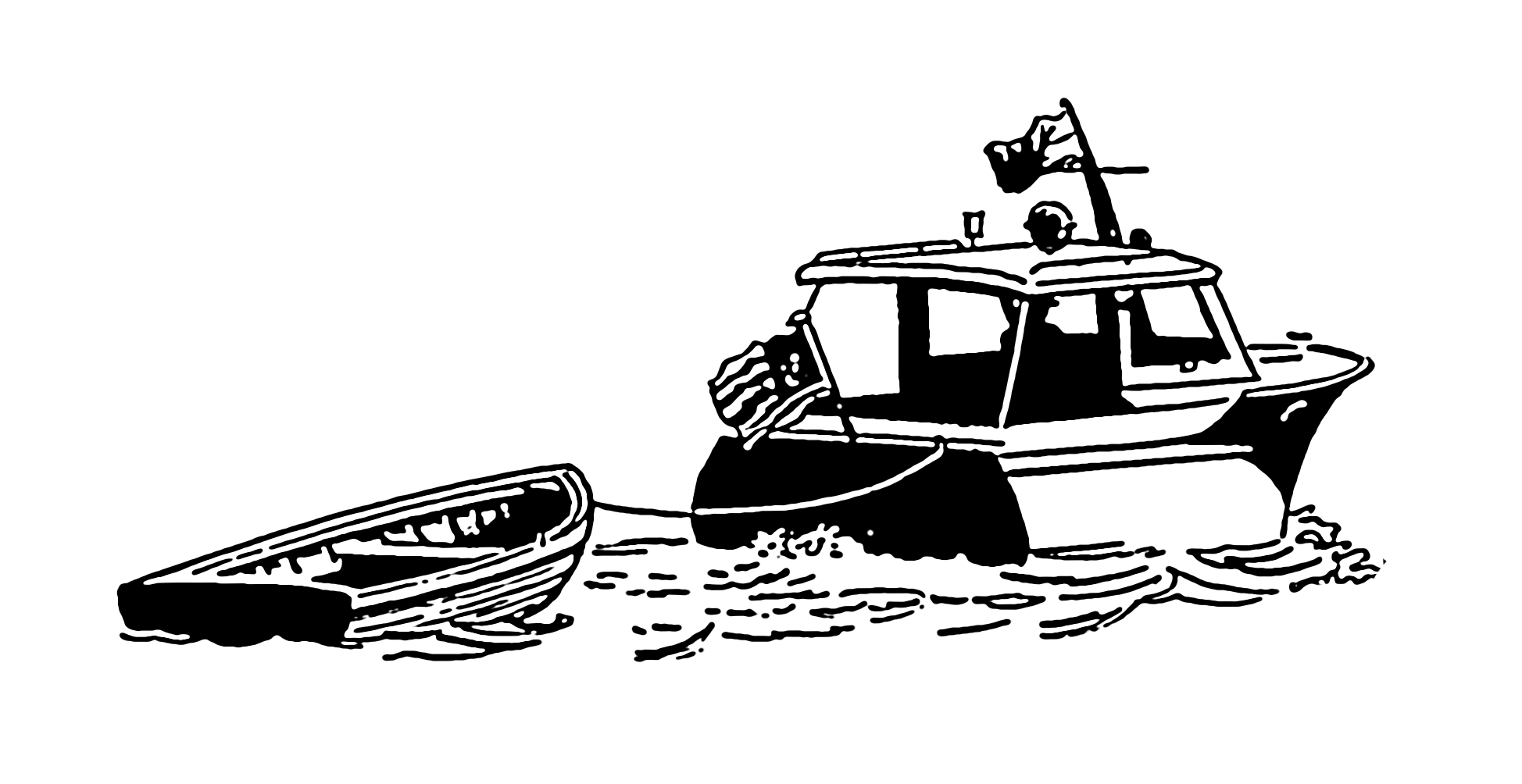
دینگی که پشت قایق موتوری کشیده می‌شود.

دینگی به قایق‌های کوچک گفته می‌شود که در ناوهای بزرگ‌تر به عنوان قایق نجات یا برای دسترسی به ساحل به کار می‌رود. دینگی بادبانی برای دریانوردی تفریحی و ورزشی است.

## نام
نام دینگی از زبان‌های بنگالی و هندی به انگلیسی وارد شده‌است. در فارسی در دریانوردی نظامی و تجاری نیز همین نام به کار می‌رود، اگر چه در دریانوردی سنتی خلیج فارس معادل آن «کتل» یا «کتر» نامیده می‌شود.